# Eigia
Eigia je monotipski biljni rod iz porodice krstašica (Brassicaceae), dio je tribusa Malcolmieae.
Jedina vrsta je jednogodišnja biljka iz pustinjskih područja Jordana i Saudijske Arabije.  
Otkrio ju je Alexander Eig, osnivač Odsjeka za botaniku Hebrejskog sveučilišta u Jeruzalemu, koji ju je nazvao (1938.) Stigmatella po posebnoj stigmi. Godine 1979. češki botaničar Sojak mijenja ime u Eigia.

## Sinonimi
- Stigmatella longistyla Eig; Palest. J. Bot., Ser. J, 1: 80 (1938)
- Macrostigmatella longistyla (Eig) Rauschert; Taxon 31(3): 558 (1982)